# Handelssperrzeit
Handelssperrzeit (auch quiet period oder blackout period genannt) ist eine angemessene Zeitspanne vor der Veröffentlichung von Quartals- bzw. Jahresergebnissen, in der ein börsennotiertes Unternehmen Investor Relations nur eingeschränkt mit dem Kapitalmarkt kommuniziert.

Gleichzeitig gilt dieser Zeitraum als Handelssperrzeit gemäß gesetzlichen Vorgaben zum Verbot von Insidergeschäften.

Im Rahmen einer Kapitalerhöhung oder eines Börsengangs (IPO) verpflichten sich die Konsortialbanken, über eine bestimmte Zeit keine Anlageempfehlung für das von ihnen betreute Unternehmen abzugeben.